# Carlo Ludovico Bragaglia
Pour les articles homonymes, voir Bragaglia.
Carlo Ludovico Bragaglia, né à Frosinone le 8 juillet 1894 et mort à Rome le 3 janvier 1998, est un réalisateur et scénariste italien.

## Biographie

### La jeunesse et la Grande Guerre
Il naît troisième fils de Francesco Bragaglia (directeur général de la société de production Cines) et de la noble romaine Maria Tassi-Visconti. Le nom qui lui est imposé, Carlo Ludovico, est celui d'un illustre oncle de sa mère, Carlo Ludovico Visconti, représentant de la famille romaine d'archéologues et d'artistes (dont Ennio Quirino, archéologue et homme de lettres, représentant du néoclassicisme et consul de la République romaine en 1798-99). Il fréquente les écoles primaires de Frosinone, puis s'installe avec sa famille paternelle à Rome, Via di Ripetta ; il suit avec succès les cours classiques, le collège et le lycée, et passe quelques années à l'université de Rome La Sapienza, à la faculté de droit, dans les années qui précèdent immédiatement la Première Guerre mondiale. Sous-lieutenant d'artillerie, il participe à la Grande Guerre et, le 12 juillet 1916, sur le mont Cum (it), il est grièvement blessé et décoré de la Médaille de bronze de la vaillance militaire. Souffrant de côtes fracturées, il est longuement hospitalisé à l'hôpital militaire de Celio et est reconnu « Grand mutilé de deuxième catégorie », puis nommé chevalier de Vittorio Veneto,,.

### Fondateur du futurisme
Il a commencé, avec son frère Arturo, comme photographe et portraitiste de divas du cinéma : les images admirables de Lyda Borelli et Leda Gys, Francesca Bertini et Italia Almirante Manzini, les nombreux portraits d'artistes, de poètes et de journalistes distingués (il suffit de mentionner Lucio D'Ambra et Marco Praga, Luigi Pirandello et Filippo Tommaso Marinetti, Giorgio De Chirico et Alfredo Casella) datent de cette époque. Son esprit inventif était déjà particulièrement à l'aise avec la photographie. Il se distingue en créant des poses cheveux au vent (avec l'aide de ventilateurs), et à « enregistrer » les sourires langoureux, les clins d'œil furtifs et les expressions aguicheuses des divas du cinéma muet. C'est à cette époque qu'il participe, avec son frère Anton Giulio, au mouvement futuriste, en inventant la photodynamique.
En 1918, il fonde avec son frère Anton Giulio la Casa d'arte Bragaglia, un lieu de rencontre pour les peintres, les sculpteurs et les cinéastes. Quatre ans plus tard, toujours avec son frère, il fonde le Teatro degli Indipendenti, dédié à l'avant-garde et à l'expérimentation, où, entre 1922 et 1930, il signe plus de vingt directions théâtrales. À partir de 1930, il se consacre au cinéma, qui passe alors du muet au sonore. Il entre à la Cines comme photographe, puis passe au montage, aux scénarios et aux documentaires. Il débute comme réalisateur en 1933 avec O la borsa o la vita (it), d'après la pièce radiophonique du même nom, dans laquelle il fusionne des différents modules d'avant-garde en tant qu'expression artistique. Par la suite, Bragaglia n'a été autorisé qu'à réaliser des œuvres commerciales, auxquelles il a néanmoins apporté son expérience et sa maîtrise de la mise en scène.

### Les téléphones blancs
Il est devenu un maître du genre du téléphone blanc, se spécialisant particulièrement dans la comédie. Mais la pertinence, sinon commerciale, de ses films est documentée par le fait qu'il se retrouve à diriger les acteurs les plus importants de l'époque dans les années 1930. Il conserve sa capacité à échapper aux chaînes commerciales avec La fossa degli angeli, qualifié de « chef-d'œuvre » par Filmlexicon.

### Apogée de carrière
En 1939, il réalise Animali pazzi, le deuxième film avec Totò et le premier des six que le duo réalisera ensemble. Il s'est essayé à différents genres, bien qu'il ait surtout eu du succès avec des comédies burlesques. Outre Totò, Carlo Ludovico Bragaglia a dirigé les plus grands acteurs italiens, dont les frères De Filippo (Eduardo, Titina et Peppino dans Non ti pago! (it)), Vittorio De Sica (Un cattivo soggetto) et Aldo Fabrizi (Le Quatrième Mousquetaire).
Dans les années 1950, il a également réalisé quelques comédies télévisées dans les studios de la RAI à Rome. Il était le beau-père du producteur Gianni Buffardi, qui a financé les trois derniers films du réalisateur.

### Dernières années
Il abandonne le cinéma dans les années 1960, après avoir réalisé 64 films en 30 ans ; dans la dernière partie de sa vie, il se consacre principalement à la poésie.
À l'automne 1988, à l'âge de quatre-vingt-quatorze ans, Bragaglia donne une conférence au Centro sperimentale di cinematografia de Rome.
En 1994, à l'occasion de son centième anniversaire, il assiste à la rétrospective que lui consacre le Festival du film de Locarno. Sa dernière œuvre est un documentaire sur l'île de Capri, qu'il affectionnait particulièrement.
Il est décédé le 3 janvier 1998, à l'âge de 103 ans. Il est enterré au cimetière de Verano à Rome.

## Filmographie

### Réalisateur
- 1932 : O la borsa o la vita (it)
- 1932 : Tarquinia
- 1933 : Un cattivo soggetto
- 1933 : Non son gelosa
- 1934 : Quella vecchia canaglia (it)
- 1934 : Frutto acerbo (it)
- 1936 : Amore (it)
- 1937 : La fossa degli angeli
- 1939 : Un mare di guai
- 1939 : L'amore si fa così (it)
- 1939 : Animali pazzi
- 1939 : Belle o brutte si sposan tutte (it)
- 1940 : Pazza di gioia
- 1940 : Alessandro, sei grande! (it)
- 1940 : Una famiglia impossibile
- 1941 : La scuola dei timidi (it)
- 1941 : Due cuori sotto sequestro (it)
- 1941 : Barbablù (it)
- 1941 : Il prigioniero di Santa Cruz (it)
- 1941 : La Force brutale (it) (La forza bruta)
- 1941 : La scuola dei timidi (it)
- 1942 : Casanova farebbe così! (it)
- 1942 : Non ti pago! (it)
- 1942 : Ma femme et son détective (La guardia del corpo)
- 1942 : Des violettes dans les cheveux (Violette nei capelli)
- 1942 : Se io fossi onesto (it)
- 1943 : Tutta la vita in ventiquattr'ore (it)
- 1943 : Le Fiancé de ma femme (it) (Il fidanzato di mia moglie)
- 1943 : Non sono superstizioso... ma! (it)
- 1943 : La vita è bella
- 1943 : Une nuit avec toi (Fuga a due voci)
- 1945 : Lo sbaglio di essere vivo (it)
- 1945 : Torna a Sorrento
- 1946 : Pronto, chi parla? (it)
- 1946 : Albergo Luna, camera trentaquattro (it)
- 1946 : Armando le Mystérieux (La primula bianca) de Carlo Ludovico Bragaglia.
- 1947 : Symphonie humaine (it) (L'altra)
- 1949 : Totò le Moko
- 1949 : Le Faucon rouge (Il falco rosso)
- 1950 : Totò cherche une épouse (Totò cerca moglie)
- 1950 : Les Six Femmes de Barbe Bleue (Le sei mogli di Barbablù)
- 1950 : Figaro qua, Figaro là
- 1950 : Quarantasette morto che parla
- 1951 : L'eroe sono io (it)
- 1951 : Ma brune sous pression (it) (Una bruna indiavolata)
- 1952 : Cour martiale (Il segreto delle tre punte)
- 1952 : Don Lorenzo (it)
- 1952 : À la pointe de l'épée (A fil di spada)
- 1954 : Orient-Express (Orient Express)
- 1955 : La Vengeance du faucon d'or (Il falco d'oro)
- 1955 : Sémiramis, esclave et reine (La cortigiana di Babilonia)
- 1957 : Lazzarella
- 1957 : La Muraille de feu (La Gerusalemme liberata)
- 1958 : L'Épée et la Croix (La spada e la croce)
- 1958 : Io, mammeta e tu
- 1958 : Tuppe tuppe, Marescià! (it)
- 1958 : Caporal de semaine (Caporale di giornata)
- 1959 : Le cameriere
- 1959 : Hannibal (Annibale), réalisé avec Edgar G. Ulmer
- 1960 : Les Amours d'Hercule (Gli amori di Ercole)
- 1961 : Les Vierges de Rome (Le vergini di Roma), coréalisé avec Vittorio Cottafavi
- 1961 : Maciste dans la vallée des lions (Ursus nella valle dei leoni)
- 1961 : Macaronis dans le désert (Pastasciutta nel deserto)
- 1962 : Les Quatre Moines (I quattro monaci)
- 1963 : Le Quatrième Mousquetaire (I quattro moschettieri)

### Scénariste
- 1941 : L'allegro fantasma d'Amleto Palermi